# Stenospermation longipetiolatum
Stenospermation longipetiolatum — вид квіткових рослин із родини кліщинцевих (Araceae), роду Stenospermation. Це витка рослина, рідним ареалом якої є Еквадор.